# Androidify
 (avril 2023).
La mise en forme du texte ne suit pas les recommandations de Wikipédia : il faut le « wikifier ».
Les points d'amélioration suivants sont les cas les plus fréquents. Le détail des points à revoir est peut-être précisé sur la page de discussion.
- Les titres sont pré-formatés par le logiciel. Ils ne sont ni en capitales, ni en gras.
- Le texte ne doit pas être écrit en capitales (les noms de famille non plus), ni en gras, ni en italique, ni en « petit »…
- Le gras n'est utilisé que pour surligner le titre de l'article dans l'introduction, une seule fois.
- L'italique est rarement utilisé : mots en langue étrangère, titres d'œuvres, noms de bateaux, etc.
- Les citations ne sont pas en italique mais en corps de texte normal. Elles sont entourées par des guillemets français : « et ».
- Les listes à puces sont à éviter, des paragraphes rédigés étant largement préférés. Les tableaux sont à réserver à la présentation de données structurées (résultats, etc.).
- Les appels de note de bas de page (petits chiffres en exposant, introduits par l'outil «  Source ») sont à placer entre la fin de phrase et le point final[comme ça].
- Les liens internes (vers d'autres articles de Wikipédia) sont à choisir avec parcimonie. Créez des liens vers des articles approfondissant le sujet. Les termes génériques sans rapport avec le sujet sont à éviter, ainsi que les répétitions de liens vers un même terme.
- Les liens externes sont à placer uniquement dans une section « Liens externes », à la fin de l'article. Ces liens sont à choisir avec parcimonie suivant les règles définies. Si un lien sert de source à l'article, son insertion dans le texte est à faire par les notes de bas de page.
- La présentation des références doit suivre les conventions bibliographiques. Il est recommandé d'utiliser les modèles {{Ouvrage}}, {{Chapitre}}, {{Article}}, {{Lien web}} et/ou {{Bibliographie}}. Le mode d'édition visuel peut mettre en forme automatiquement les références.
- Insérer une infobox (cadre d'informations à droite) n'est pas obligatoire pour parachever la mise en page.

Pour une aide détaillée, merci de consulter Aide:Wikification.
Si vous pensez que ces points ont été résolus, vous pouvez retirer ce bandeau et améliorer la mise en forme d'un autre article.
Androidify est une application Google qui vous permet de créer des avatars qui ressemblent au robot Android vert.
Dans l'application, les utilisateurs peuvent modifier les dimensions du corps du robot : bras, jambes, tête, torse, les rendant plus grands, plus petits, plus larges ou plus étroits.
De plus, être capable de modifier le corps Android et d'ajouter des dizaines d'éléments différents. ayant à disposition, chemises, robes, jupes, pantalons, lunettes, monocles, barbes, moustaches, coiffures, chapeaux, etc. Il existe littéralement des centaines de possibilités différentes pour personnaliser votre robot.

## Histoire
L'application est sortie en 2011, l'application Androidify a été mise à jour au fil des ans mais a récemment été supprimée du Google Play Store.
L'application Androidify a eu sa dernière mise à jour mobile en 2016, manquant de nombreuses modifications récentes du système d'exploitation et supprimée de Google Play.
Selon Google, la décision de supprimer Androidify en février 2020 découle de la baisse d'utilisation et de l'âge de l'application.
Après la suppression d'Androidify, le site Web Androidify cliqué, pour ceux qui ont enregistré le site Web dans un dossier, a été dirigé vers le site Web officiel d'Android
En 2023, le site Androidify peut sembler être revenu (le site en anglais), en référence à Google I/O 2016, mais c'est encore un doute parmi les utilisateurs. - https://androidify-io-2016.appspot.com/en/#/